# Microregione di Sobral
Sobral è una microregione dello Stato del Ceará in Brasile, appartenente alla mesoregione di Noroeste Cearense.

## Comuni
Comprende 12 municipi:
- Cariré
- Forquilha
- Graça
- Groaíras
- Irauçuba
- Massapê
- Miraíma
- Mucambo
- Pacujá
- Santana do Acaraú
- Senador Sá
- Sobral